# Capnella arbuscula
Capnella arbuscula är en korallart som beskrevs av Verseveldt 1977. Capnella arbuscula ingår i släktet Capnella och familjen Nephtheidae. Inga underarter finns listade i Catalogue of Life.